# NGC 2273A
NGC 2273A is een spiraalvormig sterrenstelsel in het sterrenbeeld Lynx.

## Synoniemen
- UGC 3504
- MCG 10-10-9
- ZWG 285.3
- IRAS 06356+6007
- PGC 19397